# Branná
Branná (tot 1948 Kolštejn, Duits: Goldenstein) is een Tsjechische gemeente in de regio Olomouc, en maakt deel uit van het district Šumperk.
Branná telt 331 inwoners(2014) 

## Geografie
Branná bevindt zich tussen het Witte Karpaten (Bílé Karpaty) en het Hrubý Jeseník in het Kolštejner Bergland, aan het gelijknamige riviertje de Branná. De belangrijkste verkeersverbindingen zijn autoweg 369 en spoorweg 292, welke de plaatsen Hanušovice in het zuidwesten met Jeseník in het noordoosten met elkaar verbinden. Branná ligt 22 km ten noorden van Šumperk, 25 km ten westen van  Vrbno pod Pradědem en 31 km ten noorden van Rýmařov.
De historische kern van het stadje is in 1992 uitgeroepen tot beschermd stadsgezicht.

## Geologie
Bij Branná werd het Goldensteiner Marmer gewonnen, wat al in de tijd van de  Donaumonarchie vanwege zijn opvallende grauw dooraderde en fijnkorrelige structuur als waardevolle decoratieve steen gezien werd. In stratigrafisch opzicht is dit marmer in de  devonische Vrbenská groep van Moravisch-Silezië ingedeeld.

## Geschiedenis
Goldenstein werd in 1282 gesticht. De aan een oude handelsweg naar Silezië gelegen plaats werd in 1301 samen met de daar aanwezige burcht als bezit van de ridder Hans von Wusstehube in  het nabijgelegen Žulová (Duits: Friedenberg) voor het eerst schriftelijk aangetroffen. In 1325 verhief markgraaf Karel van Moravië Goldenstein tot vrije bergstad. In het dal van de rivier de Branná bevonden zich in die tijd ijzermijnen en aan de oostkant van het dal werd naar goud en zilver gegraven. Bij de Hussieteninval van 1423 werd de laatste in bedrijf zijnde zilvermijn verwoest. In 1437 verwierven de Heren van  Zvole het stadje en noemden zich toen Heren van Zvole en Goldenstein. In 1570 verwierf Goldenstein marktrechten. Vanaf 1575 behoorde Goldenstein aan de Heren van Zerotin (van Šumperk) en hierna werd het stadje nog een aantal keren  doorverkocht aan andere adellijke heren. In 1771 woonden er in het stadje 706 mensen.    
Bij de stadsbrand van 1850 werd behalve het stadsarchief ook de kerk verwoest. Na de opheffing van het leenheerschap vormde Goldenstein (Tsjechisch: Kolštejn) samen met Aloisov, Mosazné Hamr (Nederlands: messinghamer) en Grunt een stadsgemeente in het district Šumperk (Duits: Mährisch Schönberg). In de tweede helft van de 19de eeuw werd in Staré Město, 10 km boven Kolštejn, de uitgestorven mijnbouw weer opnieuw leven ingeblazen. 
In 1921 ontstond de Tsjechische naam Kolštejn, en bedroeg   het inwonertal 911; waaronder 16 Tsjechen. In 1925 brandde het slot opnieuw af. In 1930 had Kolštejn 1331 inwoners; daarvan waren 1239 Duitsers en 72 Tsjechen. Bij het Akkoord van München (1938) werd de stad aan Duitsland toegewezen, en behoorde tot aan 1945 tot de Duitse regio Mährisch Schönberg. In 1939 had de stad 1180 inwoners. Na het einde van de Tweede Wereldoorlog werden de Duitse bewoners verdreven. In 1946 werd Kolštejn omgedoopt in Branná, en het inwonertal zakte naar 421. In 1948 werden de stadsrechten niet meer vernieuwd.

## Bezienswaardigheden
- Gebouwencomplex, bestaande uit  renaissanceslot, kerk en ruïnes van burcht Kolštejn. Op dit moment (1914) wordt het gebouw gerestaureerd en is niet toegankelijk voor publiek.
- Kerk van de aartsengel Michael, (1612-1614)
- Fojtsví 14 - Renaissance gebouw eind 16de eeuw
- Kapel op de begraafplaats, 1810
- Boerderij met stal, nummer 75 – tweedelig houten gebouw met galerij, 19de eeuw
- Huis op nummer 86; boerderij uit de 19de eeuw
- Heilig Huisje, aan de weg naar Vikantice; barokke zuil uit 1762
- Fontein met beeld Hygia,  stadsplein, 1866 (gietijzeren beeld uit 1901)
- Watermolen op nummer 97 en oude gewelven van een beek
- Museum van waterwerken, bij het station van Branná